# سياسة التأشيرات في تركيا
تتعامل سياسة التأشيرات في تركيا مع المتطلبات التي يجب أن يفي بها المواطن الأجنبي الذي يرغب في دخول تركيا للسماح له بالسفر إلى البلاد والدخول إليها والبقاء فيها.
يجب على زوار تركيا الحصول على تأشيرة دخول من إحدى البعثات الدبلوماسية التركية ما لم يأتوا من إحدى الدول والأقاليم الـ 91 المعفاة من التأشيرة أو واحدة من 28 دولة ومنطقة يحق لمواطنيها التقدم للحصول على تأشيرة إلكترونية. التأشيرات التركية هي وثائق صادرة عن وزارة الخارجية والبعثات الدبلوماسية اللاحقة لها في الخارج بهدف معلن وهو تنظيم وتسهيل تدفقات الهجرة.
يجب على الزوار من معظم الجنسيات حمل جواز سفر ساري المفعول لمدة لا تقل عن 150 يومًا من تاريخ الوصول. لا ينطبق شرط صلاحية جواز السفر على مواطني بلجيكا وفرنسا ولوكسمبورغ والبرتغال وإسبانيا وسويسرا الذين يمكنهم الدخول بجواز سفر منتهي الصلاحية لمدة تقل عن خمس سنوات، ومواطني ألمانيا الذين يمكنهم الدخول بجواز سفر أو بطاقة هوية منتهية الصلاحية لـ أقل من عام واحد، مواطنو بلغاريا المطلوب منهم فقط جواز سفر ساري المفعول لفترة إقامتهم. تُقبل بطاقة الهوية بدلاً من جواز السفر لمواطني أذربيجان وبلجيكا والبوسنة والهرسك وبلغاريا وفرنسا وجورجيا وألمانيا واليونان والمجر وإيطاليا وليختنشتاين ولوكسمبورغ ومالطا ومولدوفا وهولندا وشمال قبرص وبولندا والبرتغال وصربيا وإسبانيا وسويسرا وأوكرانيا. لا ينطبق شرط فترة الصلاحية أيضًا على مواطني البلدان التي تُقبل بطاقات هويتهم.
على الرغم من أن تركيا هي دولة مرشحة لعضوية الاتحاد الأوروبي، إلا أن لديها سياسة تأشيرة أكثر تعقيدًا من سياسة التأشيرات في منطقة شنغن. تطلب تركيا تأشيرات من مواطني دولة عضو في الاتحاد الأوروبي (جمهورية قبرص)، وكذلك دول وأقاليم شنغن المدرجة في الملحق الثاني - أنتيغوا وبربودا، أستراليا، جزر البهاما، باربادوس، كندا، دومينيكا، تيمور الشرقية، غرينادا، كيريباتي، جزر مارشال، موريشيوس، المكسيك، ميكرونيزيا، بالاو، سانت لوسيا، سانت فينسنت والغرينادين، ساموا، جزر سليمان، تايوان، تونغا، توفالو، الإمارات العربية المتحدة والولايات المتحدة. ومع ذلك، يمكن لمواطني معظم هذه البلدان الحصول على تأشيرات إلكترونية. من ناحية أخرى، تمنح تركيا حق الوصول بدون تأشيرة لمواطني البلدان والأقاليم الأخرى - أذربيجان، بيلاروسيا، بليز، بوليفيا، الإكوادور، إندونيسيا، إيران، كوسوفو، قيرغيزستان، الأردن، لبنان، منغوليا، المغرب، قطر، روسيا، طاجيكستان وتايلاند وتونس وأوزبكستان.
أعلنت الحكومة التركية أنه اعتبارًا من 2 مارس 2020، لن تكون التأشيرات مطلوبة لحاملي جوازات السفر من البلدان التالية: النمسا وبلجيكا وكرواتيا وجمهورية أيرلندا ومالطا وهولندا والنرويج وبولندا والبرتغال وإسبانيا والمملكة المتحدة.
أعلن الرئيس التركي رجب طيب أردوغان أنه اعتبارًا من 23 ديسمبر 2023، لن تكون التأشيرات مطلوبة لحاملي جوازات السفر من البلدان التالية: البحرين وكندا وسلطنة عمان والمملكة العربية السعودية والإمارات العربية المتحدة والولايات المتحدة.

## الدخول بدون تأشيرة
لا يحتاج مواطنو البلدان والأقاليم التالية الذين يحملون جوازات سفر عادية إلى تأشيرة لزيارة تركيا للمدد الموضحة أدناه لأغراض السياحة أو الأعمال (ما لم ينص على خلاف ذلك). للزيارات التي تصل إلى 90 يومًا في غضون 180 يومًا، يتم قبول بطاقة الهوية بدلاً من جواز السفر لمواطني بعض البلدان.

|  | - قبرص الشماليةID |

| - دول الاتحاد الأوروبي ID 1(باستثناء قبرص) \| \| - ألبانياT - أندورا - الأرجنتين - أذربيجانID[12][13] - البحرينT [14] - بليز - بوليفيا - البوسنة والهرسكID - البرازيل - كنداT [14] - تشيلي - كولومبيا - الإكوادور - السلفادور - جورجياID[15] - غواتيمالا - [[ملف:\\|23x15px\\|border \\|alt=\\|link=]] هندوراس - هونغ كونغ[ب] - آيسلندا - إيران - إسرائيل \| - اليابان - الأردنT - كازاخستان - كوسوفوT - الكويت - قرغيزستان - لبنانT - ليختنشتاينID 2 - ماليزيا - مولدوفاID[16] - موناكو - الجبل الأسود - المغرب - نيوزيلندا - نيكاراغوا - مقدونيا الشمالية - النرويج - عمانT [14] - بنما - باراغواي \| - بيرو - قطرT - سانت كيتس ونيفيس - سان مارينو - السعوديةT [14] - صربياID[17] - سيشل - سنغافورة - كوريا الجنوبية - سويسراID 2 - طاجيكستان - ترينيداد وتوباغو - تونس - أوكرانياID [1] - الإمارات العربية المتحدة [14] - المملكة المتحدةT 3 [18] - الولايات المتحدةT [14] - الأوروغواي - أوزبكستان - الفاتيكان - فنزويلا \| \| | | | |  |
| | - ألبانياT - أندورا - الأرجنتين - أذربيجانID - البحرينT - بليز - بوليفيا - البوسنة والهرسكID - البرازيل - كنداT - تشيلي - كولومبيا - الإكوادور - السلفادور - جورجياID - غواتيمالا - [[ملف:\|23x15px\|border \|alt=\|link=]] هندوراس - هونغ كونغ - آيسلندا - إيران - إسرائيل | - اليابان - الأردنT - كازاخستان - كوسوفوT - الكويت - قرغيزستان - لبنانT - ليختنشتاينID 2 - ماليزيا - مولدوفاID - موناكو - الجبل الأسود - المغرب - نيوزيلندا - نيكاراغوا - مقدونيا الشمالية - النرويج - عمانT - بنما - باراغواي | - بيرو - قطرT - سانت كيتس ونيفيس - سان مارينو - السعوديةT - صربياID - سيشل - سنغافورة - كوريا الجنوبية - سويسراID 2 - طاجيكستان - ترينيداد وتوباغو - تونس - أوكرانياID - الإمارات العربية المتحدة - المملكة المتحدةT 3 - الولايات المتحدةT - الأوروغواي - أوزبكستان - الفاتيكان - فنزويلا |  |

|  | - ألبانياT - أندورا - الأرجنتين - أذربيجانID - البحرينT - بليز - بوليفيا - البوسنة والهرسكID - البرازيل - كنداT - تشيلي - كولومبيا - الإكوادور - السلفادور - جورجياID - غواتيمالا - [[ملف:\|23x15px\|border \|alt=\|link=]] هندوراس - هونغ كونغ - آيسلندا - إيران - إسرائيل | - اليابان - الأردنT - كازاخستان - كوسوفوT - الكويت - قرغيزستان - لبنانT - ليختنشتاينID 2 - ماليزيا - مولدوفاID - موناكو - الجبل الأسود - المغرب - نيوزيلندا - نيكاراغوا - مقدونيا الشمالية - النرويج - عمانT - بنما - باراغواي | - بيرو - قطرT - سانت كيتس ونيفيس - سان مارينو - السعوديةT - صربياID - سيشل - سنغافورة - كوريا الجنوبية - سويسراID 2 - طاجيكستان - ترينيداد وتوباغو - تونس - أوكرانياID - الإمارات العربية المتحدة - المملكة المتحدةT 3 - الولايات المتحدةT - الأوروغواي - أوزبكستان - الفاتيكان - فنزويلا |  |

| - روسيا4 |

| - بروناي - كوستاريكا | - إندونيسياT - ماكاوT | - منغوليا - تايلاند |  |

| - بيلاروس |

دخول مشروط بدون تأشيرة
| حتى 90 يومًا خلال فترة 180 يومًا \| - الجزائرT 1 - قبرصT 2 - ليبياT 3 \| T — فقط للزيارات السياحية. · 1 — بشرط أن يكون العمر أقل من 15 عامًا أو أكبر من 65 عامًا. · 2 — بشرط الإقامة في شمال قبرص والوصول مباشرة من مطار إركان الدولي؛ أو موانئ Famagusta أو Gemikonağı أو غرنة. · 3 — بشرط أن يكون العمر أقل من 16 عامًا أو أكبر من 55 عامًا. · |
| - الجزائرT 1 - قبرصT 2 - ليبياT 3 |

- وقعت  جزر المالديف و تركيا اتفاقية الإعفاء من التأشيرة والتي لم يتم التصديق عليها بعد.[25]

## تأشيرة إلكترونية
يمكن لحاملي جوازات السفر من الدول والمناطق الـ 29 التالية التقدم والحصول على تأشيرة إلكترونية مقابل رسوم قبل الوصول. تصل مدة الإقامة لمعظم هذه الجنسيات إلى 90 يومًا (حتى 30 يومًا للبعض) في غضون 180 يومًا.
| \| - أنتيغوا وباربودا - أرمينيا1 - أستراليا - جزر البهاما - البحرين - بربادوس - HKG بريطاني الجنسية (في الخارج) - كندا - الصين2 - قبرص1 \| - دومينيكا - جمهورية الدومينيكان - تيمور الشرقية1 - فيجي1 - غرينادا - هايتي - جامايكا - المالديف - موريشيوس1 - المكسيك1 3 \| - عمان - سانت لوسيا - سانت فينسنت والغرينادين - السعودية - جنوب إفريقيا - سورينام1 - تايوان3 - الإمارات العربية المتحدة - الولايات المتحدة \| 1 – لا يجوز لهم التقدم إلا للحصول على تأشيرة إلكترونية دخول واحدة يمكنهم الإقامة فيها لمدة تصل إلى 30 يوماً لكل 180 يومًا. · 2 – قد يتقدم بطلب للحصول على تأشيرة إلكترونية متعددة الدخول حيث يمكنهم البقاء لمدة تصل إلى 30 يومًا لكل فترة 180 يومًا. · 3 – يتم إصدار التأشيرات الإلكترونية مجانًا. | | |
| - أنتيغوا وباربودا - أرمينيا1 - أستراليا - جزر البهاما - البحرين - بربادوس - HKG بريطاني الجنسية (في الخارج) - كندا - الصين2 - قبرص1 | - دومينيكا - جمهورية الدومينيكان - تيمور الشرقية1 - فيجي1 - غرينادا - هايتي - جامايكا - المالديف - موريشيوس1 - المكسيك1 3 | - عمان - سانت لوسيا - سانت فينسنت والغرينادين - السعودية - جنوب إفريقيا - سورينام1 - تايوان3 - الإمارات العربية المتحدة - الولايات المتحدة |

### تأشيرة إلكترونية مشروطة
مواطنو هذه البلدان والأقاليم مؤهلون للتقدم بطلب للحصول على تأشيرة إلكترونية للدخول الفردي حيث يمكنهم البقاء لمدة تصل إلى 30 يومًا فقط إذا استوفوا الشروط المذكورة أدناه
| - أفغانستان - الجزائر - بنغلادش - الرأس الأخضر | - مصر - غينيا الاستوائية - الهند - العراق1 | - ليبيا - باكستان - فلسطين - الفلبين | - السنغال - سريلانكا - فيتنام - اليمن |

1 – يتم إصدار التأشيرات الإلكترونية مجانًا.
| شروط |
| --- |
| - يجب أن تحمل جميع الجنسيات تأشيرة صالحة أو تصريح إقامة من أحد البلدان التالية: بلدان منطقة شنغن، أيرلندا أو المملكة المتحدة أو الولايات المتحدة. لا تُقبل التأشيرات الإلكترونية أو تصاريح الإقامة الإلكترونية. لا يحتاج المواطنون المصريون الذين تقل أعمارهم عن 20 عامًا أو أكثر من 45 عامًا إلى استيفاء هذا المطلب. - يجب على جميع المواطنين باستثناء مواطني أفغانستان وبنغلاديش والهند وباكستان والفلبين السفر مع إحدى شركات الطيران التي لديها بروتوكولات مع وزارة الخارجية التركية . تستوفي شركات الطيران التالية المعايير: خطوط بيغاسوس والخطوط الجوية التركية. يمكن لمواطني مصر السفر أيضًا على متن رحلات تديرها مصر للطيران. - يجب أن يكون لديك حجز فندقي و وسائل مالية مناسبة (50 دولار أمريكي في اليوم). - يجب أن يكون عمر المواطنين الجزائريين أقل من 18 عامًا أو أكثر من 35 عامًا ليكونوا مؤهلين للحصول على تأشيرة إلكترونية. خلاف ذلك، مطلوب تأشيرة ملصق. |

## إحصائيات الزوار
أصدرت تركيا 16.199.968 تأشيرة إلكترونية بين أبريل 2013 و 1 يناير 2017. وبلغ معدل القبول 87.79٪ حيث تم إيداع 18452.733 طلبًا في هذه الفترة. تم إصدار معظم التأشيرات لمواطني المملكة المتحدة (4.6 مليون) والعراق (2 مليون) وهولندا (1.8 مليون).